# Charles-Philippe de Nassau-Usingen
 (février 2020).
Si vous disposez d'ouvrages ou d'articles de référence ou si vous connaissez des sites web de qualité traitant du thème abordé ici, merci de compléter l'article en donnant les références utiles à sa vérifiabilité et en les liant à la section « Notes et références ».
Charles-Philippe de Weilnau (25 mars 1746 au Château de Biebrich - 15 août 1789 à Wiesbaden), est le premier comte de Weilnau et un capitaine dans l'Armée du Saint-Empire.

## La famille
Charles-Philippe est le fils de Charles de Nassau-Usingen et de la baronne Marguerite Maria Magdalena von Biebrich, un titre nouvellement créé pour elle.
Son père se remarie avec la fille du maire de Wiesbaden, Margareth Maria Magdalena Groß (née le 26 février 1714). Parce qu'elle n'a pas de titre, et le mariage serait considéré comme morganatique, il demande à l'Empereur Joseph II de créer la baronnie de Biebrich. Marie Magdalena et ses enfants Philippa Catherine (1744) et Charles Philippe (1746) sont désignés barons de Biebrich.
En juin 1773, sa sœur Philippa Catherine épouse le baron Charles Frédéric von Kruse (1738-1806) dans le Château de Biebrich. Il devient plus tard le Premier Ministre de la Principauté de Nassau-Usingen en décembre 1768 . L'année suivante, le prince Charles de Nassau-Usingen est promu président de toutes les écoles et directeur de la Chambre de la Cour.
Le Pacte de Famille des Nassau est mis en œuvre en 1783 par les six autres membres adultes de la Maison, mais Charles-Philippe, qui est âgé de 37 ans, n'est pas invité à être l'un des signataires, à cause du mariage de ses parents, qu'ils considéraient comme morganatique.